# Jüdische Gemeinde Hochberg
Die jüdische Gemeinde Hochberg bestand von 1772 bis 1912 im heutigen Stadtteil Hochberg der Stadt Remseck am Neckar im Landkreis Ludwigsburg in Baden-Württemberg. Sie war neben der Aldinger Gemeinde die größere der zwei jüdischen Gemeinden auf dem heutigen Stadtgebiet von Remseck. Ermöglicht wurde ihre Entstehung, da die damalige Herrschaft Hochberg als reichsritterschaftlicher Ort weitgehend unabhängig von dem sie umgebenden Herzogtum Württemberg war.

## Gründung der jüdischen Gemeinde

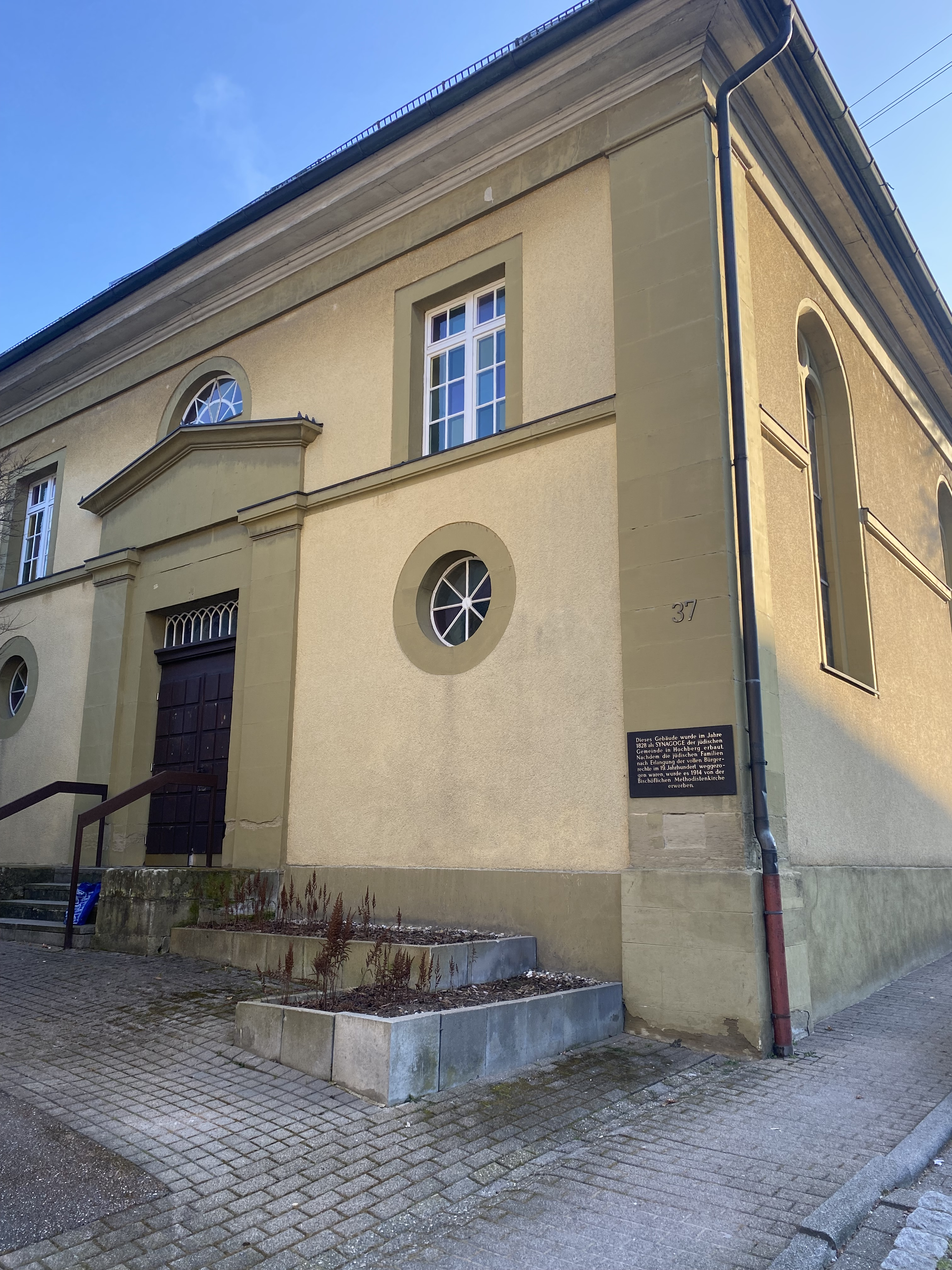
Synagoge Hochberg

Die Hochberger Gemeinde hat ihre Wurzeln im 18. Jahrhundert. Der erste Jude, der sich in der damaligen Herrschaft Hochberg niederließ, war Abraham Gideon aus Nordstetten. Im Jahr 1757 erhielt er die Erlaubnis, sich dort anzusiedeln, und wurde 1760 unter den Schutz der Ortsherrschaft gestellt, die von den Herren von Gemmingen ausgeübt wurde. Hans Weiprecht von Gemmingen gestattete Juden die Ansiedlung in Hochberg unter der Voraussetzung einer einmaligen Aufnahmegebühr sowie der regelmäßigen Zahlung eines jährlichen Schutzgeldes. Mit Gideon kamen weitere jüdische Familien, hauptsächlich aus Nordstetten und umliegenden Gebieten, nach Hochberg. Bis 1779 wurden zwölf jüdische Familien als ortsansässig verzeichnet.
Mit der Gründung einer jüdischen Gemeinde in Hochberg übertrug die Ortsherrschaft dem vermögenden Juden Abraham Gideon das Amt des Vorstehers. Als zentrale Figur der jungen Gemeinde übernahm er nicht nur Verantwortung für ihre Organisation, sondern erwarb 1777 als erster Jude ein Haus in der heutigen Hauptstraße 13. Kurz vor seinem Tod initiierte er den Erwerb des Grundstücks für den jüdischen Friedhof, auf dem er 1796 möglicherweise als Erster bestattet wurde.
Die religiösen Aufgaben wurden Nehemias Jakob aus Hechingen anvertraut, der bereits seit 1769 unter Schutz in Hochberg stand. In seiner Rolle als Lehrer, Vorsänger und Schächter prägte er das geistliche Leben der jüdischen Gemeinschaft maßgeblich. Die rabbinische Betreuung erfolgte durch den Rabbiner von Freudental, der für die Gemeinde in Hochberg zuständig war.

## Entwicklung im späten 18. Jahrhundert
Die Gemeinde entwickelte sich im späten 18. Jahrhundert. 1779 erwarb sie ein Grundstück zum Bau eines Hauses mit Betsaal und Wohnungen. 1779 ging die Herrschaft Hochberg auf Herzog Friedrich Eugen über; dieser erließ 1780 eine Schutzordnung, die Ordnung und Instruktion, wonach die zu Hochberg in unserem Schutz befindlichen Juden sich zu verhalten haben, die ihnen freie Religionsausübung gewährte, aber strenge Auflagen enthielt. Die Ordnung betont die Unterstellung der Juden in Hinblick auf die herrschaftliche Gerichtsbarkeit, die zudem den Zuzug von Juden erlauben musste, sowie das jährlich zu zahlende Schutzgeld an erwähnte Herrschaft. Dieser Schutz konnte demnach nicht vererbt werden. In Bezug auf das Verhältnis zu der christlichen Bevölkerung Hochbergs wurde in der Festlegung 1780 die Regelung des Handels zwischen Christen und Juden beschrieben, der bei einem Betrag über 10 Gulden genehmigt werden musste. 
1781 übernahm Herzog Carl Eugen die Herrschaft und gliederte sie als Stabsamt in das württembergischen Hofkammergut ein, bestätigte jedoch zugleich den Schutz der jüdischen Bevölkerung. Bis 1794 lebten 15 jüdische Familien in Hochberg, besaßen acht Häuser, durften jedoch zeitweise keine weiteren erwerben. 1795 erhielten sie die Erlaubnis, einen eigenen Friedhof anzulegen. Im Jahr 1799 wurde Gabriel Dreifuß neuer Judenvorsteher. Zeitgleich beschrieb Stabsamtmann Fischer die Gemeinde als wohlhabend, aber in schlechter Ordnung. Trotz Herausforderungen blieb die jüdische Gemeinschaft ein fester Bestandteil Hochbergs.

## Entwicklung im 19. Jahrhundert

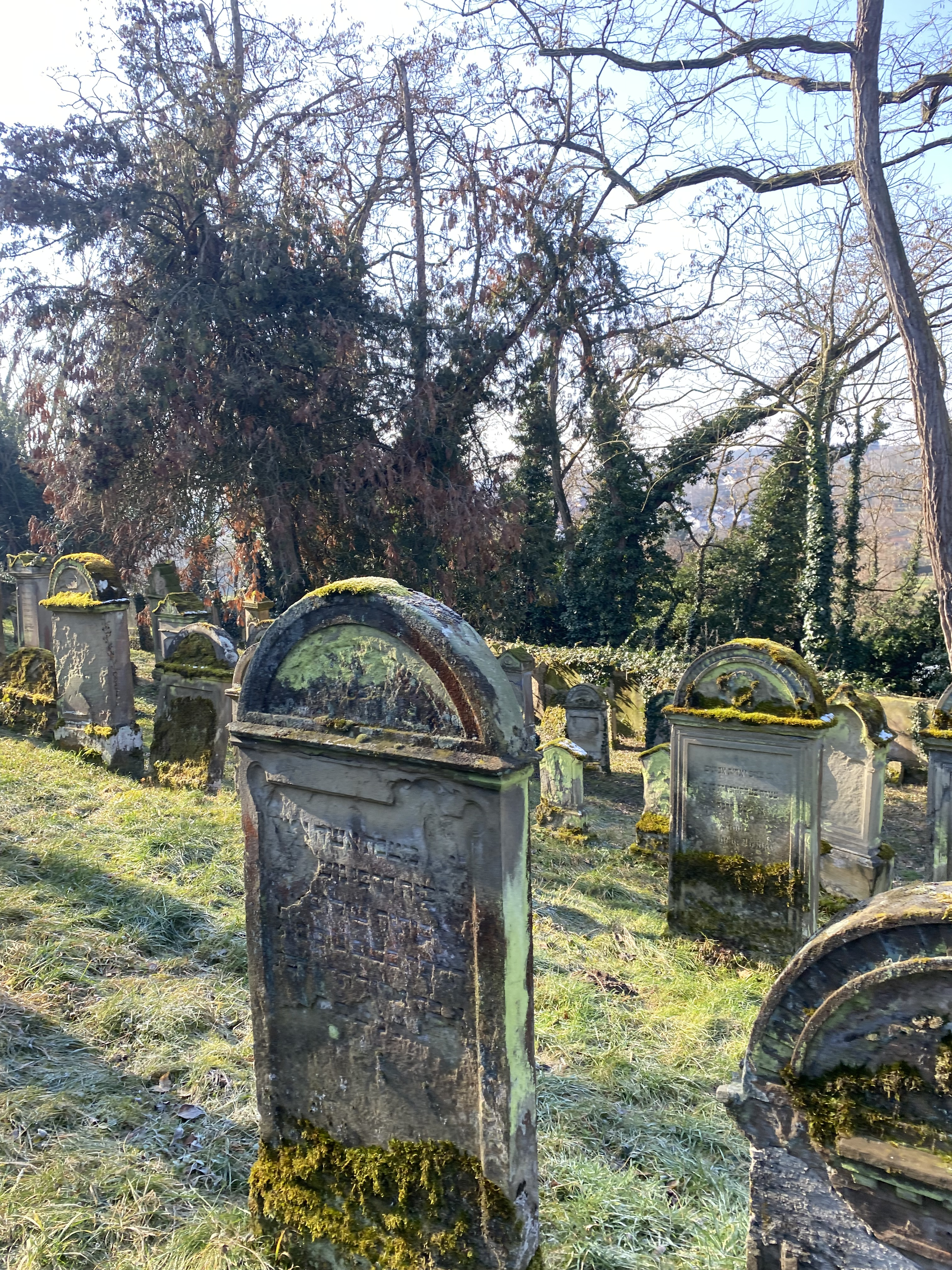
Jüdischer Friedhof

In der ersten Hälfte des 19. Jahrhunderts erlebte die Gemeinde ihre Blütezeit. 1809 lebten dort 25 jüdische Familien, die zunehmend Grundbesitz erwarben, diesen aber nicht für den Handel nutzen durften.
1826 umfasste die Gemeinde 224 jüdische Einwohner. Das erwähnte Schutzverhältnis wurde 1828 aufgelöst, sodass Juden durch das Judengesetz 1828 zu württembergischen Untertanen wurden, was das Festlegung von Familiennamen sowie die Nutzung der deutschen Sprache bei Handelsgeschäften erforderte. Zudem mussten jüdische Männer anderen Gewerben als bislang nachgegangen lernen oder sie wurden von Bürgerrechten ausgeschlossen.
Der jüdische Friedhof wurde mehrfach erweitert und 1829 wurde eine große klassizistische Synagoge eröffnet.
1845 wurde Abraham Herz als erster Jude in Württemberg Gemeindepfleger. Trotz sozialer Herausforderungen erlangten die Hochberger Juden nach und nach Gleichberechtigung und stärkten ihre Position in der Gemeinde.

## Organisation der jüdischen Gemeinde
Die jüdische Gemeinde schloss sich aus der Glaubensgemeinschaft Hochbergs zusammen, die spezifische Ämter wie Lehrer, besonderen Vorsänger, Beschneidern und Schächter umfasste. Zuständig für die beschriebene Gemeinde war der Rabbiner Freudentals. Für kultische Angelegenheiten war der Judenvorsteher zuständig.
1781 begann der Bau der ersten Synagoge in Hochberg, welche der wachsenden, jüdischen Gemeinschaft einen offiziellen Glaubensort bot. Aufgrund der steigenden Bevölkerungsanzahl wurde 1828 mit dem Bau einer neuen, größeren Synagoge auf der Hauptstraße begonnen, die 1829 fertiggestellt wurde.
Zusätzlich erhielt die jüdische Gemeinschaft 1795, wie bereits erwähnt, ein Grundstück für einen eigenen Friedhof, der 1826 ebenfalls aufgrund des jüdischen Wachstums erweitert wurde.
1829 wurde mit der Synagogen-Ordnung das religiöse Leben geregelt und geleitet.

## Alltag

### Jüdische und christliche Bevölkerung
Das anfängliche Verhältnis in Bezug auf die Bevölkerung bezog sich 1794 auf 13 jüdische und 68 christliche Familien. Juden waren demnach in der deutlichen Minderheit vertreten. Dennoch forderten die christlichen Hochberger das Verbot der Aufnahme weiterer Juden, da sie die Ausbreitung des jüdischen Einflusses innerhalb der Ortschaft fürchteten sowie die Verschlechterung wirtschaftlicher Verhältnisse. Trotz dessen, dass sich das Verbot des Zuzugs nicht durchsetzen ließ, wurde temporär der Häuserverkauf an Juden verboten.
Die Zahl von mittlerweile 25 jüdischen Familien im Jahre 1807 stieg bis 1826 auf 224 jüdische Bewohner. 1852 erreicht die jüdische Bevölkerung mit 306 Personen ihren Höchststand. Verhältnismäßig zur christlichen Bevölkerung betrug diese 490 evangelische und 6 katholische Hochberger.

### Bildung
Ab 1800 wurden jüdische Kinder über Privatlehrer, die für ein halbes Jahr angestellt wurden, unterrichtet. Teilweise besuchten jüdische Kinder aber auch die christliche Schule.
Durch das Judengesetz 1828 wurden jüdische Kinder zwischen 6 und 14 Jahren schulpflichtig und jüdische Lehrer brauchten eine staatliche Prüfung für die Anstellung an staatlichen Oberschulbehörden. Zudem war die Schulpflicht mit Kosten verbunden.
Durch die abnehmende Bevölkerungsanzahl der Juden Hochbergs gab es immer weniger Kinder und als der letzte jüdische Lehrer starb, wurden diese der evangelischen Schule zugeordnet. Demzufolge wurde nur noch Religionsunterricht von jüdischen Vorsängeramtsverweisern gelehrt.

### Berufliche Tätigkeiten
Die in Hochberg lebenden Juden waren größtenteils Handelsleute, deren Handel sich auf Pferde und weitere Tiere sowie Baumwollen- und Seidenwaren als auch beispielsweise fertige Betten bezog. Auch durch den Schacherhandel konnten sich Mitglieder der jüdischen Gemeinde ein Vermögen aufbauen. Das Judengesetz 1828 ermahnte Juden, die Gewerben wie Viehhandel oder Schächten und keinen anderen Handwerken nachgingen. Wer weiter Schacherhandel betrieb, wurde von Bürgerrechten ausgeschlossen.
In der zweiten Hälfte des 19. Jahrhunderts durften Juden ihre Wohnorte frei wählen. Um sich eine bessere Existenz aufbauen zu können, zogen viele Juden aus Hochberg an günstiger gelegene Wohnorte wie beispielsweise Ludwigsburg, Stuttgart oder Ulm oder wanderten nach Amerika aus. Dies bezog sich auf tendenziell jüngere Generationen. In Hochberg blieben Viehhändler, Handwerker und ältere Menschen.
So lebten 1888 nur noch 40 Juden in Hochberg.

## Auswanderung und Abwanderung
Zwischen 1849 und 1869 setzte eine größere Auswanderungswelle ein. Insgesamt 110 Hochberger verließen den Ort im 19. Jahrhundert, davon 101 Personen, die das Gebiet des damaligen Deutschen Bundes tatsächlich verließen. Von diesen gingen 89 in die USA, zwei nach Frankreich und je eine Person nach Australien, die Schweiz und England. Die jüdischen Einwohner Hochbergs bevorzugten die USA aufgrund der dortigen Religionsfreiheit.
Die Auswanderungszahlen waren in den 1850er Jahren besonders hoch: 1852 verließen 20 Hochberger den Ort, 1854 sogar 31. Viele Auswanderer waren zwischen 13 und 20 Jahre alt, einige wanderten jedoch mit ihren Familien aus. So emigrierte 1852 die Familie des evangelischen Christian Sauerzapf mit fünf Kindern und 1854 die jüdische Familie Marx Kahn mit ebenfalls fünf Kindern. Die hohe Zahl jüdischer Auswanderer führte zu einer Überalterung der jüdischen Gemeinde in Hochberg, was letztendlich zur Schließung der jüdischen Schule im Jahr 1872 führte.
Neben der Auswanderung in die USA trug auch die Abwanderung in größere Städte zum Rückgang der jüdischen Bevölkerung Hochbergs bei. Die Zahl der Juden sank von etwa 300 im Jahr 1850 auf unter 10 im Jahr 1910.

## Auflösung der Gemeinde
1914 bestand die Gemeinde nur noch aus fünf Männern, fünf Frauen und einem Kind. Da sie nicht mehr in der Lage war, ihre religiösen Pflichten zu erfüllen, wurde sie offiziell aufgelöst. Zudem wird auch eine Anzahl von zehn Männern benötigt, um ihren Gottesdienst abzuhalten. Am 12. Juni 1914 wird die israelitische Gemeinde aufgelöst. Die noch in Hochberg wohnenden Gemeindeglieder werden der israelitischen Gemeinde Ludwigsburg zugewiesen.
1914 wurde das Synagogengebäude an die Evangelisch-methodistische Kirche verkauft, die es bis 2021 nutzte. Seitdem dient das Gebäude als Erinnerungs- und Kulturraum unter der Leitung des Vereins „Beth Shalom – Haus des Friedens“.

## Letzte jüdische Bewohner
Der letzte in Hochberg lebende Jude war der Metzger und Viehhändler Adolf Falk. 1939 wurde er im Alter von 81 Jahren gezwungen, nach London auszuwandern, wo er 1943 verstarb. Ihm ist der bislang einzige Stolperstein in Remseck gewidmet.